# Manuel Cortina
Manuel Cortina y Arenzana (Sevilla, 20 de agosto de 1802-Madrid, 12 de abril de 1879), fue un político español, de formación abogado. Aunque su profesión no era la de militar, participó activamente en la Primera Guerra Carlista y otras acciones bélicas en Andalucía, del lado de los liberales.

## Trayectoria
Elegido como diputado del Congreso de las Cortes españolas para las legislaturas de 1834, 39, 40, 41, 43, 46, 51, 53 y 54 por las circunscripciones de Sevilla, Huelva, Málaga, Segovia y Madrid.
Fue presidente de las Cortes entre abril y mayo de 1843.
Fue nombrado senador vitalicio en 1858, constando en esta condición hasta 1860. Al no jurar el cargo, su reconocimiento como senador no llegó a hacerse plenamente efectivo.
Ministro de la Gobernación entre octubre de 1840 y mayo de 1841.
Se unió al movimiento que llevó al gobierno español al Trienio liberal. Opuesto al absolutismo de Fernando VII, siempre estuvo cerca de posiciones liberales y progresistas de la época, y dentro de éstas, del lado moderado. Militó y mantuvo posiciones de liderazgo en el Partido Progresista. Se le atribuye también la condición de francmasón.
Partidario de Espartero, tras el bombardeo de Barcelona se opuso firmemente a él y conspiró para su caída. Estuvo preso en Madrid y en 1846 se reintegró parcialmente a la vida política, si bien sus desavenencias con Isabel II le hicieron retirarse de la actividad de primera línea.
El 4 de enero de 1849 protagonizó un famoso enfrentamiento con el líder de la mayoría conservadora Juan Donoso Cortés, defendiendo Manuel Cortina que el gobierno debía actuar siempre conforme a la legalidad, frente a la suspensión de las garantías constitucionales llevada a cabo por el presidente Narváez para frenar en España la expansión del movimiento revolucionario de 1848. La respuesta de Donoso Cortés haciendo apología de la dictadura, («... cuando la legalidad basta para salvar a la sociedad, la legalidad; cuando no basta, la dictadura »), es conocida como «Discurso de la Dictadura», y es una de las contribuciones del pensamiento jurídico y político español más citadas internacionalmente.
Durante el bienio progresista, (1854-1856), al quedar el progresismo dividido en dos, encabezó el sector conocido como los progresistas «templados».
En su trayectoria profesional destacó su mandato como Decano durante 31 años en el Ilustre Colegio de Abogados de Madrid, desde 1848 hasta su muerte, siendo una figura clave en la modernización de la abogacía y el desarrollo codificador del derecho español en el siglo XIX. Su despacho profesional fue uno de los más destacados del siglo, destacando entre sus más de dos mil casos pleitos nobiliarios, concurso de acreedores como el de José de Salamanca o el desfalco del director del Banco de San Fernando Joaquín Fagoaga Laurencena así como pleitos comerciales en los que destacaron la minería o los derivados del naciente ferrocarril. Su archivo profesional fue legado casi en su totalidad por sus herederos al Colegio de Abogados de Madrid, donde se ha digitalizado y puesto a libre disposición a través de su repositorio de patrimonio documental. Además presidió la Real Academia de Jurisprudencia y Legislación en los periodos 1849-1850 y 1855-1857 y fue académico de la Real Academia de Ciencias Morales y Políticas desde 1857.

## Familia
Manuel Cortina se casó en Sevilla el domingo 3 de febrero de 1828 con Manuela Antonia Rodríguez Ruiz. Del matrimonio nacieron:
1. Manuel Cortina y Rodríguez,(1828-1880), primer Marqués de Cortina. [Marquesado establecido en 1873, en memoria del padre].
2. Manuela Cortina y Rodríguez, (1830-1878), Segunda Marquesa de Cortina.
3. María de los Dolores Cortina y Rodríguez (1831-1922), madre de José Gómez-Acebo y Cortina (1860-1932), tercer Marqués de Cortina.